# ستيفن كونواي (قسيس)
ستيفن كونواي (بالإنجليزية: Stephen Conway)‏ هو قسيس بريطاني، ولد في 22 ديسمبر 1957.